# Nyitranecpál
Nyitranecpál (szlovákul: Necpaly) Privigye városrésze, egykor önálló község Szlovákiában, a Trencséni kerület Privigyei járásában.

## Fekvése
Privigye központi belterületének északi részén, a 64-es főút keleti oldalán, a városközponttal összeépülve fekszik.

## Története
1335-ben említik először a bajmóci uradalom részeként. 1431 és 1432-ben a husziták rombolták le. 1553-ban 6 adózó portája volt. 1678-ban Thököly Imre hadai pusztították el. 1715-ben 11 volt az adózó háztartások száma.
A 18. század végén Vályi András így ír róla: „NECZPAL. Tót falu Nyitra Várm. földes Ura G. Pálfy Uraság, lakosai katolikusok, fekszik Privigyének szomszédságában, és annak filiája, határja ollyan mint Breznáé.”
1828-ban 34 házában 238 lakos élt.
Fényes Elek 1851-ben kiadott geográfiai szótárában így ír a faluról: „Neczpál, tót falu, Nyitra vmegyében, a Nyitra vize mellett: 238 kath. lak. F. u. gr. Pálffy Ferencz. Ut. p. Privigye.”
Borovszky Samu monográfiasorozatának Nyitra vármegyét tárgyaló része szerint: „Neczpál, Privigye mellett, ettől északra fekvő tót falu, 327 r. kath. vallásu lakossal. Posta-, táviró- és vasúti állomása Privigye. Földesurai 1430-ban már a Pálffyak voltak, akiknek itt most is nagyobb birtokuk van.”
A trianoni diktátumig Nyitra vármegye Privigyei járásához tartozott.
A háború után mezőgazdasági-ipari jellegű település volt. A községet 1960-ban csatolták Privigyéhez.

## Népessége
1910-ben 511-en lakták, ebből 508 szlovák, továbbá 1-1 magyar, német és egyéb nemzetiségű lakta.

## Lásd még
- Privigye
- Kishatár
- Nagyhatár
- Váracska